# Бороздна, Николай Петрович
Николай Петрович Бороздна (1808—1878) — черниговский губернский предводитель дворянства (1848—1862), смоленский губернатор (1862—1871), действительный статский советник.

## Биография
Из потомственных дворян Черниговской губернии. Сын новгород-северского губернского предводителя дворянства Петра Ивановича Бороздны (1765—1820) от второго брака. Братья — Василий и Иван. Землевладелец Суражского уезда (2320 десятин в 1874 году).
С 1818 года воспитывался в Московском университетском благородном пансионе, затем учился в Московском университете, который окончил в 1826 году. С 3 декабря 1826 года служил в хозяйственном департаменте Министерства внутренних дел. Со 2 августа 1827 по 30 сентября 1828 года состоял при ревизионной комиссии в Рязани; 12 октября 1829 года был командирован в Симферопольскую межевую комиссию, на 15 апреля 1830 года — столоначальник. От службы был уволен 4 июля 1830 года.
С 22 января 1832 по 23 апреля 1835 года состоял почётным смотрителем Новозыбковского уездного училища. С 12 ноября 1838 года избирался новозыбковским уездным предводителем дворянства, а с 11 июля 1848 года — черниговским губернским предводителем дворянства.
30 августа 1856 года был произведён в действительные статские советники. 24 сентября 1862 года назначен исправляющим должность смоленского гражданского губернатора, 21 июня 1863 года утверждён в должности и занимал её до 12 февраля 1871 года. В 1870 году был избран почетным гражданином Смоленска. Кроме того, состоял почётным мировым судьёй Суражского уезда (1874).
Скончался 15 (27) апреля 1878 года в Санкт-Петербурге.
Был женат на Елизавете Михайловне Миклашевской (ум. 1886), дочери сенатора М. П. Миклашевского.
В 2015 году в селе Киваи, Клинцовского района Брянской области, был установлен памятник Н. П. Бороздне, построившему местную Успенскую церковь.

## Награды
- Орден Святого Станислава 3-й ст. (25.04.1841)
- Орден Святого Владимира 4-й ст. (1848)
- Орден Святой Анны 2-й ст. (1855)
- Орден Святого Владимира 3-й ст. (1860)
- Орден Святого Станислава 1-й ст. (1864)
- Орден Святой Анны 1-й ст. (1864); императорская корона к ордену (1869)
- золотая медаль «За труды по освобождению крестьян»